# دومينيك فوانيه
دومينيك فوانيه (بالفرنسية: Dominique Voynet)‏ (و. 1958 – م) هي سياسية من فرنسا ولدت في مونتبليار، وعضو في الحزب الأخضر الذي أصبح لاحقا حزب البيئيين.
كانت مرشحة الحزب الأخضر في الانتخابات الرئاسية لعام 1995 ثم عام 2007. شغلت منصب وزيرة البيئة وتهيئة الإقليم ما بين 1997 و2001. كانت عضوا في مجلس الشيوخ الفرنسي 2004-2011 وعمدة مدينة مونتروي 2008-2014.
فوانيه هي طبيبة تخدير، ورسمت كمفتشة عامة للأحوال الاجتماعية في عام 2014، وكذلك رئيسة الوكالة الإقليمية للصحة في مايوت ما بين 2020 و2021.

## السيرة الذاتية
ولدت دومينيك ماري دينيس فوانيه في 4 نوفمبر-تشرين الثاني 1958 في مونتبليارد في محافظة الدوب. والدها هو جان فوانيه، أستاذ، ووالدتها مونيك ريتشارد، مديرة مدرسة.
هي أم لابنتين: مارين وجيان.
بعد حصولها على شهادة البكالوريا، تابعت دراسات في الطب، وتخرجت في عمر السابعة والعشرين. خلال دراستها الجامعية في كلية الطب في جامعة بيزونسون (1977-1982)، اشتغلت كممرضة ليلية وكانت عضوا في نقابة الـCFDT (الكنفدرالية الفرنسية الديموقراطية للشغل). اشتغلت كذلك كبديلة لأطباء عامين، ثم أطباء مختصين (1981-1985) أين كانت عضوا في نقابة الطب العام.
إضافة لحصولها على شهادة الطب، قامت بالتخصص في مجال التخدير والإنعاش، وعملت كطبيبة تخدير في مستشفى دول ما بين 1985 و 1989.

## نضالها في مجال البيئة
بدأت نضالها في مجال البيئة في منظمة بالفورتان لحماية الطبيعة التي تعارض محطات الطاقة النووية في فيسانهيام وكرايس-مالفيل، وكذلك إزالة الغابات في فوج.
قامت بالمشاركة في برامج إذاعة الأمواج الحمراء، أين نشطت حصة "بيئة بيزونسون". أصبحت عضوا في منظمة العفو الدولية. واصلت نضالها البيئي والسلمي من خلال التحاقها بجبهة المناهضة ضد العسكرية، ومنظمة أصدقاء الأرض-فرنسا.
كانت أحد الأعضاء المؤسسين لحزب الخضر في عام 1984.

## سيرتها السياسية
قادت حزب الخضر في بيزونسون في عام 1985، وأصبحت عضوا في برلمان الاتحاد الأوروبي في 1991. تخلت عن منصب النائب خلال شهر واحد فقط لتصبح المتحدثة بإسم الحزب الأخضر.
داخل حزبها، عارضت أنطوان واشتار، وانتصرت عليه في عام 1993 خلال المؤتمر العام في مدينة ليل أين قرر أعضاء الحزب الخضر بداية المفاوضات لتأسيس تحالف مع الأحزاب اليسارية الأخرى في الانتخابات التشريعية لعام 1993. كان هذا القرار نهاية سياسية "اللا واللا" التي تعني أن الخضر بامكانهم التحالف مع أحزاب اليمين أو اليسار حسب الظروف. هذا التغير الاستراتيجي باتجاه اليسار ولد توترات قوية داخل الحزب، والتي سببت لاحقا مغادرة أنطوان واشتار للحزب، وتأسيسه لحزب آخر عرف بالحركة البيئية المستقلة.
في عام 1992 تم انتخاب فوانيه كمستشارة إقليمية لإقليم فرانش-كومتي. استقالت من منصبها عام 1994 للتفرغ للتحضير لحملة الانتخابات الرئاسية لعام 1995، أين كانت مرشحة الحزب الأخضر في هذه الانتخابات.

### الانتخابات الرئاسية لعام 1995
فوانيه مرشحة الحزب الأخضر حصلت على 3.32 من المائة من الأصوات خلال الدور الأول من الانتخابات الرئاسية لعام 1995، ما يعادل أكثر من مليون صوت. اتباعا لتعليمات حزبها، امتنعت دومينيك فوانيه عن الدعوة للتصويت لصالح مرشح الحزب الاشتراكي ليونيل جوسبن.

### وزارة البيئة
في اطار المعاهدة بين الحزب الأخضر والحزب الاشتراكي للانتخابات التشريعية لعام 1997، تم انتخاب فوانيه نائبة عن المقاطعة الثالثة لإقليم جواره، منتصرة على مرشح الحزب اليميني جيلبرت باربييه. شاركت فوانيه في حكومة ليونيل جوسبن، التي عرفت آنذاك بحكومة اليسار الجماعي أو اليسار متعدد الاتجاهات. تم تنصيبها كوزيرة لتهيئة الاقليم والبيئة، حيث استمرت في هذا المنصب من عام 1997 لغاية 2001، وقد أصبحت بذلك أول وزيرة من الحزب الأخضر في تاريخ فرنسا.
خلال الفترة التي تولت فيها منصب وزيرة البيئة، تم اعتماد برتوكول كيوتو في ديسمبر-كانون الأول 1997 أين دافعت عن موقف قوي للاتحاد الأوروبي بجانب أنجيلا مركيل، التي كانت تشغل منصب وزيرة البيئة في ألمانيا آنذاك. تم عقد المؤتمر الدولي السادس حول المناخ في نوفمبر-تشرين الثاني 2000 في لاهاي، خلال ترأس فرنسا للاتحاد الأوروبي. فوانيه كانت رئيسة البعثة الأوروبية، حيث قاومت شروط الولايات المتحدة، وهنأت نفسها للنجاح في تفادي اتفاق ضعيف بعد المؤتمر.
في عام 1998 ناضلت فوانيه داخل حكومة جوسبن لايقاف مشروع سوبرفينيكس، وهذا على ضوء استنتاجات لجنة التحقيق البرلمانية.
في 25 يونيو-حزيران 1999 تم التصويت لصالح تبني قانون التوجيه الخاص بالتهيئة والتطوير المستديمين للاقليم، الذي يعرف أيضا بـ"قانون فوانيه". هذا القانون ينص على تنويع وسائل النقل، تشجيع الطاقات المتجددة، والزراعة البيولوجية بشكل خاص بكل منطقة.
دافعت فوانيه عن قانون الصيد الذي ينص على شروط استعمال مشترك للمناطق الطبيعية والريفية بين الصيادين وغيرهم. هذا القانون خصص "يوما بدون صيد"، ويعطى أيضا الصلاحية لكل مواطن، على حسب قناعاته الشخصية، أن يرفض تضمين أراضيه في نطاق الصيد المسموح، منهية بذلك أحكام قانون فارداي من عام 1964. وسع هذا القانون كذلك صلاحيات المكتب الوطني للصيد والدفاع عن الثروة الحيوانية البرية، خاصة في مجال الدراسات والأنشطة التقنية، وكذلك شرطة الصيد.
تم انتقاد فوانيه داخل الحزب الأخضر بسبب سماحها لتأسيس مخبر الأبحاث حول التخزين الجيولوجي للمخلفات النووية. تم انتقادها كذلك لإدراج وزارة الزراعة لنوع من الذرة المتحور جينيا في فرنسا. رغم ذلك أصرت فوانيه على أن هذا الإدراج يكون مسموح به لصنف واحد فقط من الذرة، ولمدة ثلاث سنوات.
خلال غرق باخرة إيركيا وتسربات النفط الناتجة عن ذلك، كانت فوانييه تقضي عطلتها في جزيرة الريونيون، غائبة عن موقع الحادثة. صرحت في مقابلة صحفية أن تواجها في مكان الحادث لا داعي منه، رافضة بذلك إنهاء عطلتها. عند زيارتها للشواطئ المتضررة من تسربات النفط صرحت أن هذه الحادثة ليست كارثة العصر. هذا التصريحات سببت لها انتقادات لاذعة عند عامة الشعب.
لم تتمكن فوانيه من تحقيق إصلاحاتها الخاصة بسياسية الماء، التي قامت بتحضيرها من مايو-آيار 1998، وتبنيها من طرف مجلس الوزراء في 27 يونيو-حزيران. استقالت فوانيه من الوزارة في 10 يوليو-تموز 2001 لتشغل منصب السكرتيرة الوطنية للحزب الأخضر. تم استبدالها في الوازرة من طرف إيف كروشيه، الذي أصبح وزير تهيئة الإقليم والبيئة.

### ما بعد الحكومة
قادت فوانيه الحزب الأخضر في الانتخابات التشريعية والرئاسية لعام 2002. نويل مامير كان مرشح الحزب الأخضر في الانتخابات الرئاسية التي جرت في سياق صعب، رغم ذلك تمكن من الحصول على 5.24 من المائة من الأصوات، وهذه المرة الأولى التي ينجح فيها الحزب الأخضر في تجاوز عتبة الـ5 من المائة في الانتخابات الرئاسية.
ترشحت فوانيه مجددا في الانتخابات التشريعية في يونيو-حزيران 2002 عن المقاطعة الثالثة لمحافظة جوراه. رغم حصولها على دعم الأحزاب اليسارية، بما في ذلك الحزب الاشتراكي والشيوعي، انهزمت في الدور الثاني لصالح مرشح الحزب اليميني جان-ماري سارمييه.
خلال المؤتمر الفدرالي للحزب الأخضر في نانت 2002، تم انتقاد فوانييه بسبب سلوكها في الحكومة، لتجد نفسها مدعومة من أقلية فقط في الحزب. في يناير-كانون الثاني 2003 تم استبدالها على رأس الحزب بجيل لومار.
في عام 2004 صرحت في جريدة لوموند أنها تجري مفاوضات مع الحزب الاشتراكي للحصول على مقعد في مجلس الشيوخ ممثله عن سان سانت دونيه. فيما بعد تم بالفعل انتخابها لمجلس الشيوخ في إطار تحالف بين الحزب الاشتراكي والأخضر، لتنضم لزميلتها ماري-كريستين بلوندان، التي كانت حتى ذلك الوقت عضو مجلس الشيوخ الوحيد من الحزب الأخضر.

### الحملة الرئاسية لعام 2007
ترشحت فوانييه للانتخابات الرئاسية 2007 بعد فوزها بالانتخابات الداخلية للحزب الأخضر على حساب إيف كروشيه.
أشارت التوقعات أنها ستحصل على حوالي 2 من المائة من الأصوات. حصلت على 1.57 من الأصوات في الدور الأول للانتخابات، ما يعادل حوالي نصف مليون صوت. دعت للتصويت لمرشحة الحزب الاشتراكي سيغولين رويال في الدور الثاني.

### عمدة مونتروي
في 8 نوفمبر-تشرين الثاني 2007، أعلنت عن ترشحها للانتخابات البلدية لعام 2008 عن مدينة مونتروي. واجهت في الانتخابات العمدة المنتهية ولايته جان-بيار برارد، المدعوم من طرف الحزب الشيوعي والحزب الاشتراكي.
أجرت فوانييه حملتها الانتخابات دون شعار من أي حزب. في الدور الأول من الانتخابات، حصلت على المركز الثاني بـ32.5، لكنها فازت في الدور الثاني بـ54.2 من المائة من الأصوات، لتصبح بذلك عمدة مدينة مونتروي. كانت آنذاك واحدة من النساء القلائل اللواتي يشغلن منصب عمدة في مدينة فان عدد سكانها مائة ألف نسمة.
رفضت فوانييه التخلي عن منصبها في مجلس الشيوخ، متناقضة بذلك مع وعودها الانتخابية بأنها ستعمل كعمدة بدوام كامل، وكذلك مع موقف الحزب الأخضر المعارض لتعدد العهد الانتخابية. رغم ذلك أصرت فوانييه على موقفها المعارض لتعدد العهد الانتخابية، حيث اعلنت أنها لن تترشح مجددا لمجلس الشيوخ عند انتهاء عهدتها في عام 2011.
خلال عهدتها، حولت مخيم اللاجئين للغجر في مونتروي إلى "قرية" مبنية من حاويات. تم بناء ثلاث مدارس انطلاقا من مواد صديقة للبيئة، وكذلك سن نظام جديد لتوزيع السكنات والأماكن المتوفرة في الحضانات.
أعلنت في 25 نوفبر-تشرين الثاني 2013 أنها لن تترشح لعهدة ثانية كعمدة لمدينة مونتروي، منددة بتصرفات معارضيها من أحزاب اليسار، وكذلك تدهور الحياة السياسية في فرنسا على حسب رأيها. أشار العديد من المراقبين أن العديد من التوقعات تنبأت بخسارتها في الانتخابات، ما أقنعها بالعدول عن عهدة ثانية.

### مفتشة عامة للأحوال الاجتماعية
في 16 أبريل-نيسان 2014، بعد أسبوعين من نهاية عدتها كعمدة، تم ترسيم فوانييه كمفتشة عامة للأحوال الاجتماعية. كانت مكلفة بإعادة صياغة التعاون الصحي في ظل الهجرة القوية في كل من غويان ومايوت.

### مديرة وكالة الصحة الإقليمية في مايوت
في 27 نوفمبر-تشرين الثاني 2019، قرر مجلس الوزراء تنصيبها على رأس وكالة الصحة الإقليمية في مايوت بدءا من الفاتح من يناير-كانون الثاني 2020. خلال عهدتها، وجب عليها تسيير أزمة وباء فيروس كورونا في مايوت. في أوائل مايو-أيار، عارضت تصريحات نائب حزب الجمهوريين منصور قمر الدين الذي قال أن الدولة مذنبة لإهمالها لمايوت خلال موجة الوباء، واعتبرت تصريحاته مخزية. في سبتمبر-أيلول 2021 استقالت من منصبها، وأعلنت أنها ستتقاعد عن الحياة العملية.
خلال الانتخابات الأولية لحزب الخضر في 2021 ساندت المرشح يانيك جادو. استقرت في إقليم فرانش-كومتيه عقب عودتها من جزيرة مايوت.

### عودتها للحياة السياسية
في 2022 تم انتخابها كسكرتيرة جهوية لحزب أوروبا-إيكولوجيا الخضر في فرانش-كومتيه.
في 13 يونيو-حزيران 2024 ترشحت في الانتخابات التشريعية المسبقة عن الدائرة الثانية لدو عن تحالف الجبهة الشعبية الجديدة. فازت في الانتخابات في الدور الثاني في 7 يوليو-تموز.

## روابط خارجية
- دومينيك فوانيه على موقع مونزينجر (الألمانية)